# Güterglück
Güterglück ist ein Ortsteil der gleichnamigen Ortschaft der Stadt Zerbst/Anhalt im Landkreis Anhalt-Bitterfeld in Sachsen-Anhalt (Deutschland).

## Geografie
Das Dorf Güterglück liegt auf halbem Wege zwischen Magdeburg und Dessau-Roßlau, nur wenige Kilometer von den Städten Zerbst/Anhalt und Barby entfernt. Das Gelände um Güterglück ist überwiegend flach und fällt nach Westen allmählich in Richtung Nuthe und Elbe ab.
Naturräumlich gehört der Ort zum Zerbster Land, einer ackergeprägten offenen Kulturlandschaft und 536 km² großen Haupteinheit der übergeordneten Haupteinheitengruppe des Fläming im norddeutschen Tiefland. Das Zerbster Land bildet die Südwestabdachung des Flämings zur Elbe und gehört zum Einzugsgebiet dieses Flusses.
Zum Ortsteil Güterglück gehört der Wohnplatz Trebnitz.

## Geschichte
Das ursprüngliche Straßendorf wurde 1228 als Juterclic erstmals urkundlich erwähnt. Der Ort ist ein Kirch- und Pfarrdorf. Durch den Bau der Bahnstrecken Biederitz–Trebnitz und Berlin–Blankenheim (Teilstrecke der sogenannten Kanonenbahn) entstand im Ort mit dem Bahnhof Güterglück ein Eisenbahnkreuz. Dieses wirkte sich positiv auf die Entwicklung des Ortes aus. Neben der ursprünglichen Landwirtschaft siedelte sich weiteres Gewerbe im Ort an. Güterglück gehörte früher zum Landkreis Jerichow I in der preußischen Provinz Sachsen, nach dem Zweiten Weltkrieg kam der Ort zum Kreis Zerbst im neuen Land Sachsen-Anhalt.
Im Jahre 2023 lebten 620 Einwohner (31. Dezember 2023) in Güterglück. Am 1. Januar 2010 wurde Güterglück nach Zerbst/Anhalt eingemeindet.

## Religion

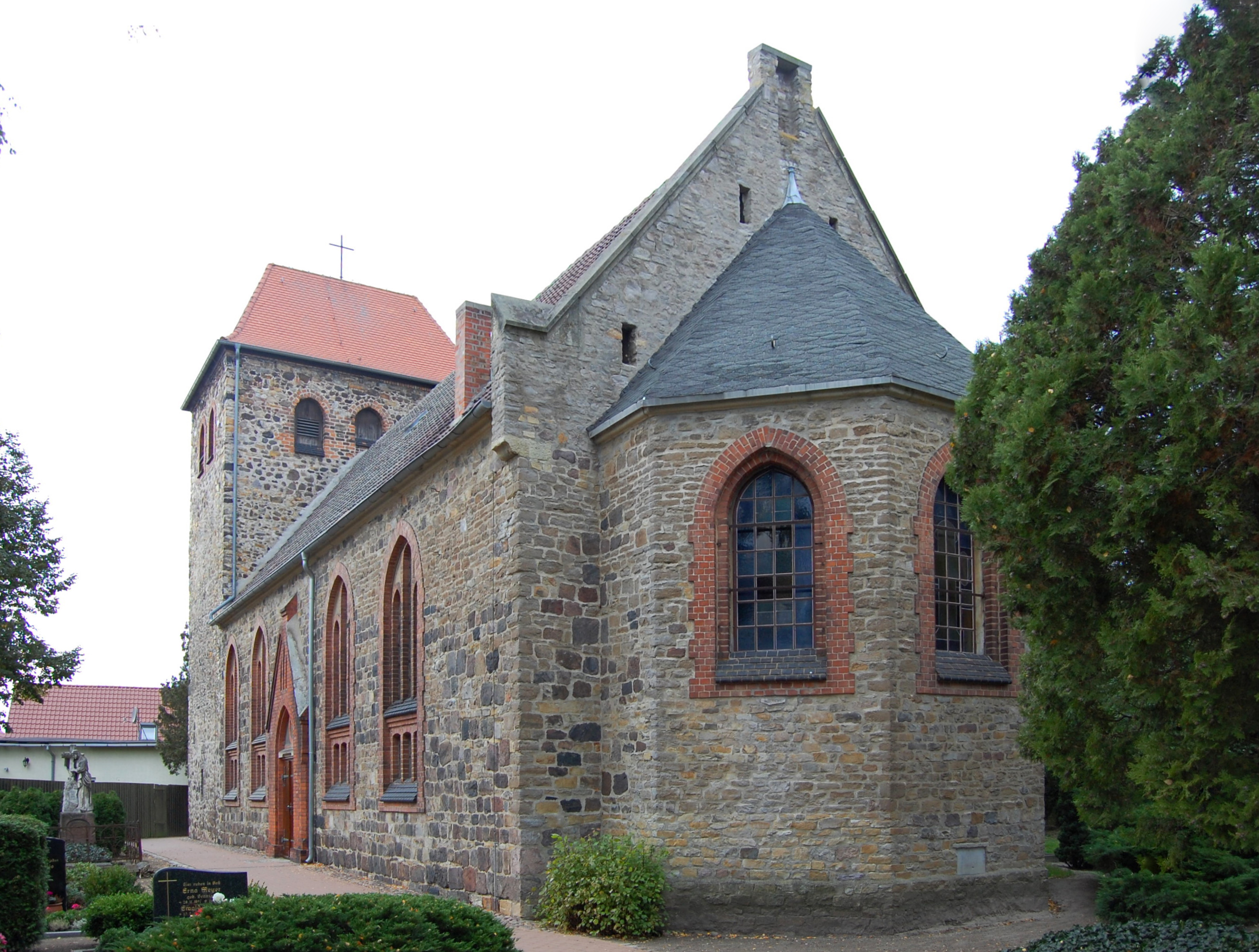
Sankt-Benedikt-Kirche

Durch die Reformation wurden die Einwohner von Güterglück und die Kirche evangelisch.

### Evangelische Kirchengemeinde
Die Kirchengemeinde Güterglück mit ihrer St.-Benedikt-Kirche gehört zum Kirchenkreis Elbe-Fläming im Propstsprengel Stendal-Magdeburg der Evangelischen Kirche in Mitteldeutschland.

### Katholische Kuratie
Nachdem sich im Zuge der Flucht und Vertreibung Deutscher aus Mittel- und Osteuropa im Raum Güterglück eine größere Zahl von Katholiken niedergelassen hatte, bildete sich ab Dezember 1945 in Güterglück eine katholische Kirchengemeinde. Am 4. Dezember 1948 erfolgte die Gründung der Kuratie Güterglück als Tochtergemeinde der Pfarrei Herz Jesu (Gommern). Zur Kuratie Güterglück gehörten neben Güterglück noch rund 15 weitere Ortschaften, ihre Gottesdienste in Güterglück fanden zunächst in der evangelischen Kirche statt.
Am 9. September 1962 erfolgte in Güterglück die Benediktion einer katholischen Kapelle durch Pfarrer Heinrich Bausen aus Zerbst. Damals, von 1960 bis 1965, war Horst Mittenentzwei (1932–2013) Kuratus von Güterglück.
Von 1965 bis 1970 war Albert Stitz (1929–2015) der letzte Kuratus von Güterglück, damals war die Mitgliederzahl der Kuratie Güterglück bereits stark abgesunken. 1972 übernahm die Pfarrei Gommern die Seelsorge in der Kuratie Güterglück. 1978 gehörten zur Kuratie Güterglück noch 335 Mitglieder. 1980, nach anderer Quelle erst zum 1. August 1995, wurde die Kuratie Güterglück wieder aufgelöst. Vermutlich zu dieser Zeit wurde auch die auf dem Grundstück Bahnhofstraße 65 befindliche Kapelle wieder aufgegeben. Katholiken in Güterglück gehören heute zur Pfarrei Roßlau (Elbe), die nächstgelegene katholische Kirche ist St. Jacobus der Ältere (Zerbst).

## Politik

### Ortschaftsrat
Als Ortschaft der Stadt Zerbst/Anhalt übernimmt ein Ortschaftsrat die Wahrnehmung der speziellen Interessen des Ortes innerhalb bzw. gegenüber den Stadtgremien. Er wird aus neun Mitgliedern gebildet.

### Bürgermeister
Letzter Bürgermeister der Gemeinde Güterglück war Moritz Schwerin.
Als weiteres ortsgebundenes Organ fungiert der Ortsbürgermeister, dieses Amt wird zur Zeit von André Schulze wahrgenommen.

### Wappen
| | Blasonierung: „In Gold ein liegender grüner gestumpfter Ast mit einem dreiblättrigen Lindenzweig.“ |
| Wappenbegründung: Die Farben des Ortes sind Grün - Gelb (Gold). Das Wappen geht auf ein altes Siegel zurück, welches eine Linde zeigt. Auf Grund der bereits vielerorts vorhandenen Linden im Wappen wurde hier in Anlehnung an die Linde nur ein gestumpfter Ast mit dreiblättrigem Lindenzweig stellvertretend für selbige dargestellt. Die Farben sind frei gewählt. Das Wappen wurde am 15. Mai 1989 in der Quedlinburger Wappenrolle unter der Nummer QWR II/89029 registriert. Das Wappen wurde von der Heraldischen Gesellschaft „Schwarzer Löwe“ Leipzig gestaltet, am 12. April 1994 durch das Regierungspräsidium Dessau genehmigt und im Landesarchiv Sachsen-Anhalt unter der Wappenrollennummer 24/1995 registriert. | |

## Kultur und Sehenswürdigkeiten

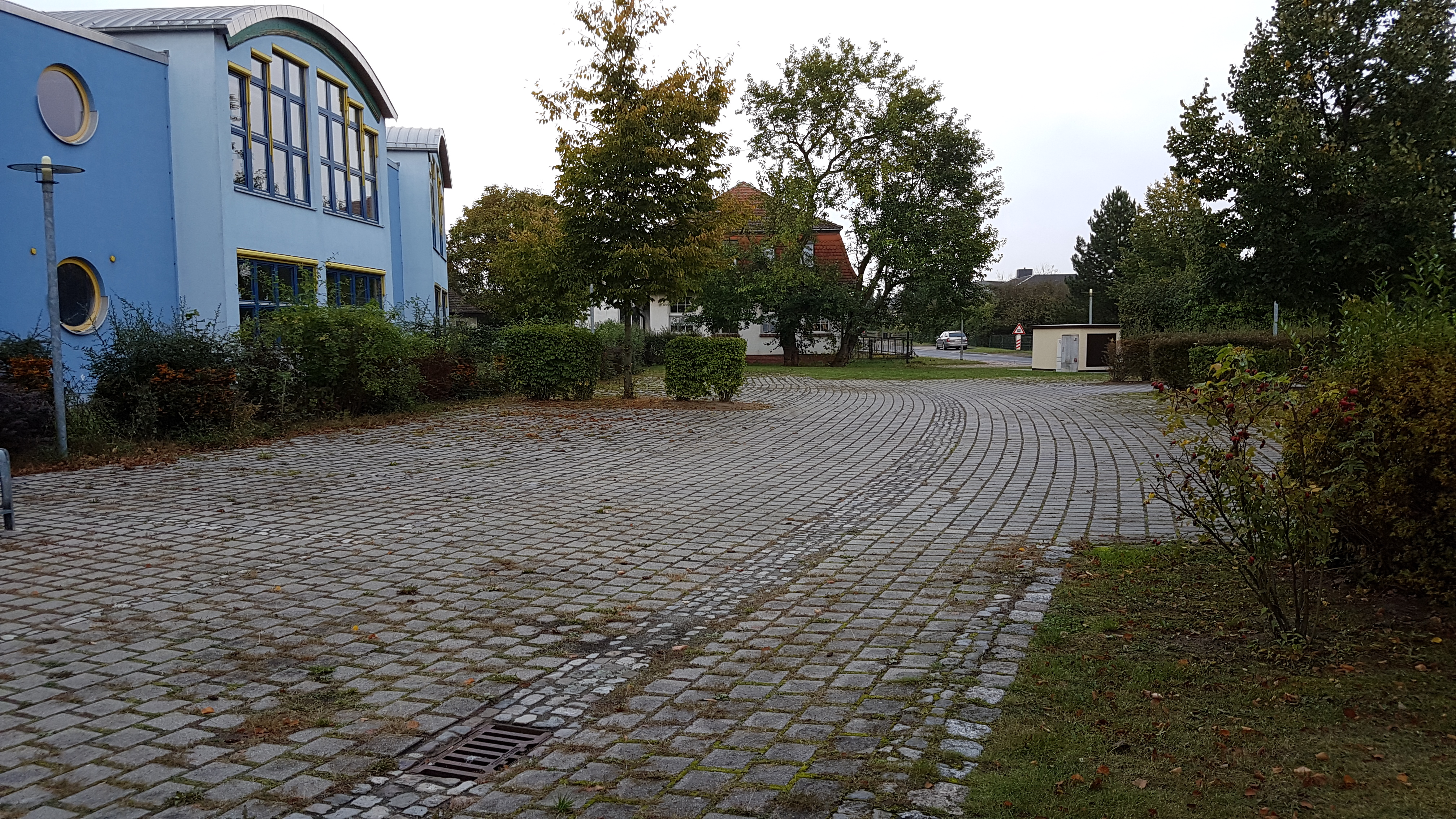
Förderschule (LB) „H. E. Stötzner“

Der Ort hat einen Heimattierpark um einen Teich gelegen. Enten, Gänse, Kaninchen, Meerschweinchen, Ziegen, Schafe können oder konnten hier angeschaut werden. Das Tiergehege gehört fest zum Ortsbild. Der Tierpark ist rund um die Uhr geöffnet und verfügt über einen Futterautomaten.
In Güterglück befindet sich die Sankt-Benedikt-Kirche, deren Turm noch aus der Zeit der Romanik stammt.
An der Förderschule (LB) „H. E. Stötzner“ steht der 1975 gesetzte Gedenkstein zur Erinnerung an den kommunistischen NS-Gegner, der 1944 in Brandenburg-Görden ermordet wurde. Die Schule wurde 2003 eingeweiht.

## Vereine
- Heimatverein Güterglück

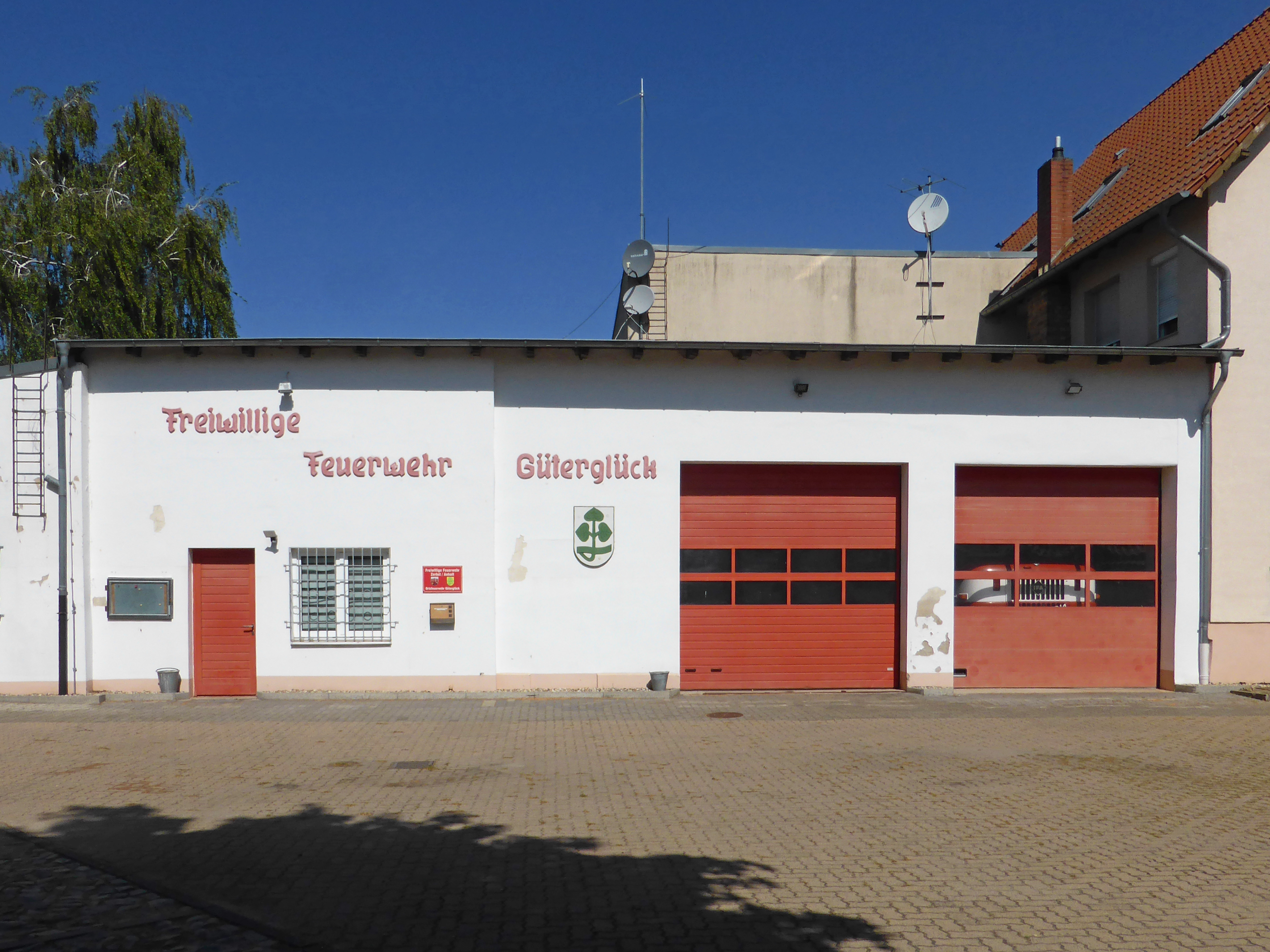
Feuerwehrhaus

- Sportverein FSG Walternienburg/Güterglück
- Verein der Freunde der Freiwilligen Feuerwehr Güterglück
- Karnevalsverein Gold Grün Güterglück
- Güterglücker Gartenverein
- Gemeindekirchenrat
- Ortsgruppe Güterglück der Volkssolidarität

## Verkehrsanbindung

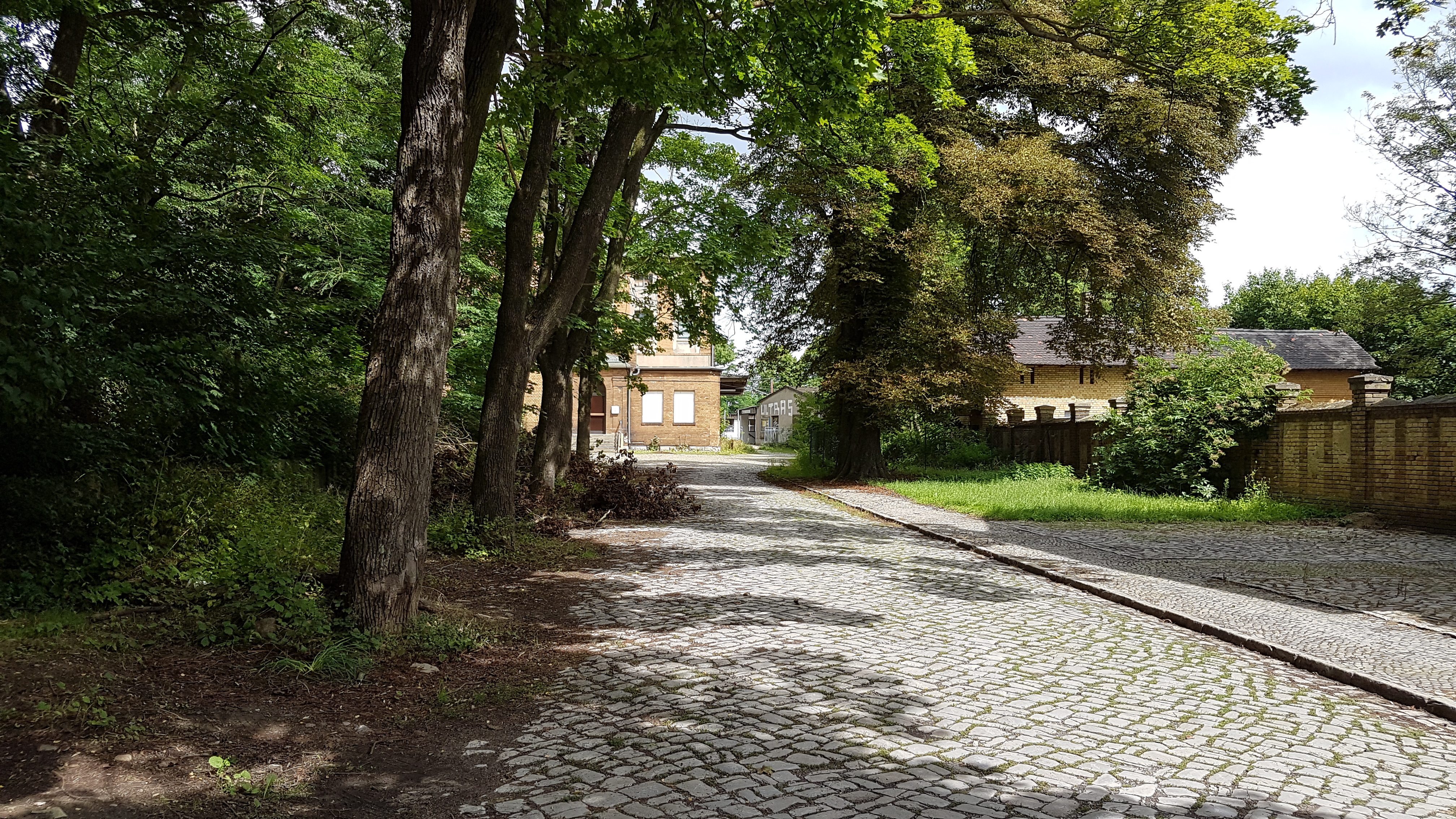
Bahnhof (Sicht von der Bahnhofstraße)

In Güterglück kreuzten sich die Eisenbahnstrecken Biederitz–Trebnitz (Magdeburg–Dessau-Roßlau) und die in diesem Abschnitt mittlerweile stillgelegte Bahnstrecke Berlin–Blankenheim (Potsdam–Bad Belzig–Calbe (Saale)). Der Bahnhof Güterglück war ein Turmbahnhof. Der Streckenabschnitt Wiesenburg (Mark)–Güterglück–Güsten wurde im Dezember 2004 stillgelegt. Güterglück wird heute stündlich vom RE 13 der Linie Magdeburg–Dessau angefahren.
Von Schora führt eine Straßenverbindung von der Bundesstraße 184 über Güterglück zur Elbfähre (Gierseilfähre) nach Barby.